# Campionato nordamericano femminile under 20 di pallavolo 2010
Il campionato nordamericano femminile under 20 di pallavolo 2010 si è svolto dal 5 al 10 luglio 2010 a Tijuana, in Messico: al torneo hanno partecipato dieci squadre nazionali Under-20 nordamericane e la vittoria finale è andata per la quinta volta, la quarta consecutiva, agli Stati Uniti.

## Impianti
|                                                                      |  |  |
|                                                                      |  |  |
| Centro de Alto Rendimiento Città: Tijuana Capienza: Anno d'apertura: |  |  |

## Regolamento

### Formula
Le squadre hanno disputato una prima fase a gironi con formula del girone all'italiana; al termine della prima fase:
- Le due migliori prime classificate hanno acceduto direttamente alle semifinali;
- La peggiore prima classifica e le tre seconde classificate hanno acceduto ai quarti di finale, con le due formazioni sconfitte che hanno a loro volta acceduto alla finale per il quinto posto;
- Le due migliori terze classificate hanno acceduto alla finale per il settimo posto;
- Le due restanti squadre hanno acceduto alla finale per il nono posto.

### Criteri di classifica
In caso di vittoria è prevista l'assegnazione di 2 punti, mentre in caso di sconfitta è prevista l'assegnazione di 1 punto.
L'ordine del posizionamento in classifica è stato definito in base a:
- Punti;
- Ratio dei punti realizzati/subiti;
- Ratio dei set vinti/persi;
- Risultati degli scontri diretti.

## Squadre partecipanti
| Squadra           | Qualificazione      | Ultima partecipazione |
| ----------------- | ------------------- | --------------------- |
| Canada            | -                   | Messico 2008          |
| Costa Rica        | -                   | Messico 2008          |
| Cuba              | -                   | Messico 2008          |
| El Salvador       | -                   | ?                     |
| Guadalupa         | -                   | ?                     |
| Messico           | Paese organizzatore | Messico 2008          |
| Porto Rico        | -                   | Messico 2008          |
| Rep. Dominicana   | -                   | Messico 2008          |
| Stati Uniti       | -                   | Messico 2008          |
| Trinidad e Tobago | -                   | Messico 2008          |

## Torneo
| Girone A        | Girone B          | Girone C    |
| --------------- | ----------------- | ----------- |
| Canada          | Cuba              | El Salvador |
| Costa Rica      | Porto Rico        | Guadalupa   |
| Rep. Dominicana | Trinidad e Tobago | Messico     |
| -               | -                 | Stati Uniti |

### Girone A

#### Risultati
| 5 luglio 2010 Centro de Alto Rendimiento, Tijuana Durata: 1h:16 - Spettatori: 500 | Costa Rica      | 0 - 3 | Canada          | 24-26, 18-25, 21-25        |
| 6 luglio 2010 Centro de Alto Rendimiento, Tijuana Durata: 1h:02 - Spettatori: 100 | Rep. Dominicana | 3 - 0 | Costa Rica      | 25-12, 25-8, 25-6          |
| 7 luglio 2010 Centro de Alto Rendimiento, Tijuana Durata: 1h:33 - Spettatori: 200 | Canada          | 1 - 3 | Rep. Dominicana | 25-17, 12-25, 18-25, 23-25 |

#### Classifica
| Pos | Squadra         | Pt | G | V | P | SV | SP | Ratio | PF  | PS  | Ratio |
| --- | --------------- | -- | - | - | - | -- | -- | ----- | --- | --- | ----- |
| 1   | Rep. Dominicana | 4  | 2 | 2 | 0 | 6  | 1  | 6,000 | 167 | 104 | 1,606 |
| 2   | Canada          | 3  | 2 | 1 | 1 | 4  | 3  | 1,333 | 154 | 155 | 0,994 |
| 3   | Costa Rica      | 2  | 2 | 0 | 2 | 0  | 6  | 0,000 | 89  | 151 | 0,589 |

### Girone B

#### Risultati
| 5 luglio 2010 Centro de Alto Rendimiento, Tijuana Durata: 1h:05 - Spettatori: 100 | Porto Rico        | 3 - 0 | Trinidad e Tobago | 25-10, 25-9, 25-20  |
| 6 luglio 2010 Centro de Alto Rendimiento, Tijuana Durata: 0h:54 - Spettatori: 150 | Trinidad e Tobago | 0 - 3 | Cuba              | 8-25, 10-25, 13-25  |
| 7 luglio 2010 Centro de Alto Rendimiento, Tijuana Durata: 1h:11 - Spettatori: 500 | Cuba              | 3 - 0 | Porto Rico        | 25-17, 25-19, 25-22 |

#### Classifica
| Pos | Squadra           | Pt | G | V | P | SV | SP | Ratio | PF  | PS  | Ratio |
| --- | ----------------- | -- | - | - | - | -- | -- | ----- | --- | --- | ----- |
| 1   | Cuba              | 4  | 2 | 2 | 0 | 6  | 0  | MAX   | 150 | 89  | 1,685 |
| 2   | Porto Rico        | 3  | 2 | 1 | 1 | 3  | 3  | 1,000 | 133 | 114 | 1,167 |
| 3   | Trinidad e Tobago | 2  | 2 | 0 | 2 | 0  | 6  | 0,000 | 70  | 150 | 0,467 |

### Girone C

#### Risultati
| 5 luglio 2010 Centro de Alto Rendimiento, Tijuana Durata: 0h:54 - Spettatori: 800 | Messico     | 3 - 0 | Guadalupa   | 25-6, 25-11, 25-8          |
| 5 luglio 2010 Centro de Alto Rendimiento, Tijuana Durata: 0h:56 - Spettatori: 150 | Stati Uniti | 3 - 0 | El Salvador | 25-8, 25-4, 25-7           |
| 6 luglio 2010 Centro de Alto Rendimiento, Tijuana Durata: 0h:51 - Spettatori: 150 | Guadalupa   | 0 - 3 | Stati Uniti | 8-25, 7-25, 6-25           |
| 6 luglio 2010 Centro de Alto Rendimiento, Tijuana Durata: 0h:54 - Spettatori: 250 | El Salvador | 0 - 3 | Messico     | 13-25, 7-25, 8-25          |
| 7 luglio 2010 Centro de Alto Rendimiento, Tijuana Durata: 1h:51 - Spettatori: ?   | Guadalupa   | 1 - 3 | El Salvador | 26-28, 25-22, 22-25, 20-25 |
| 7 luglio 2010 Centro de Alto Rendimiento, Tijuana Durata: 1h:21 - Spettatori: 700 | Messico     | 0 - 3 | Stati Uniti | 19-25, 16-25, 23-25        |

#### Classifica
| Pos | Squadra     | Pt | G | V | P | SV | SP | Ratio | PF  | PS  | Ratio |
| --- | ----------- | -- | - | - | - | -- | -- | ----- | --- | --- | ----- |
| 1   | Stati Uniti | 6  | 3 | 3 | 0 | 9  | 0  | MAX   | 225 | 98  | 2,296 |
| 2   | Messico     | 5  | 3 | 2 | 1 | 6  | 2  | 2,000 | 208 | 128 | 1,625 |
| 3   | El Salvador | 4  | 3 | 1 | 2 | 3  | 7  | 0,429 | 147 | 243 | 0,605 |
| 4   | Guadalupa   | 3  | 3 | 0 | 3 | 1  | 9  | 0,111 | 139 | 250 | 0,556 |

### Fase finale
|  | Quarti          | Quarti          |                 |         | Semifinali         | Semifinali         |  |  | Finale 1º/2º posto | Finale 1º/2º posto |
|  |                 |                 |                 |         |                    |                    |  |  |                    |                    |
|  |                 |                 |                 |         |                    |                    |  |  |                    |                    |
|  |                 |                 |                 |         |                    |                    |  |  |                    |                    |
|  | -               | -               |                 |         |                    |                    |  |  |                    |                    |
|  | -               | -               |                 |         |                    |                    |  |  |                    |                    |
|  | -               | -               |                 |         |                    |                    |  |  |                    |                    |
|  | -               | -               | Cuba            | 1       |                    |                    |  |  |                    |                    |
|  |                 |                 | Cuba            | 1       |                    |                    |  |  |                    |                    |
|  |                 | Rep. Dominicana | 3               |         |                    |                    |  |  |                    |                    |
|  | Rep. Dominicana | Rep. Dominicana | 3               | 3       |                    |                    |  |  |                    |                    |
|  | Rep. Dominicana |                 |                 | 3       |                    |                    |  |  |                    |                    |
|  | Canada          | 0               |                 |         |                    |                    |  |  |                    |                    |
|  | Canada          | 0               | Rep. Dominicana | 0       |                    |                    |  |  |                    |                    |
|  |                 |                 | Rep. Dominicana | 0       |                    |                    |  |  |                    |                    |
|  |                 | Stati Uniti     | 3               |         |                    |                    |  |  |                    |                    |
|  | -               | Stati Uniti     | 3               | -       |                    |                    |  |  |                    |                    |
|  | -               |                 |                 | -       |                    |                    |  |  |                    |                    |
|  | -               | -               |                 |         |                    |                    |  |  |                    |                    |
|  | -               | -               | Stati Uniti     | 3       | Finale 3º/4º posto | Finale 3º/4º posto |  |  |                    |                    |
|  |                 |                 | Stati Uniti     | 3       | Finale 3º/4º posto | Finale 3º/4º posto |  |  |                    |                    |
|  |                 | Messico         | 0               |         |                    |                    |  |  |                    |                    |
|  | Porto Rico      | Messico         | 0               | 1       | Cuba               | 3                  |  |  |                    |                    |
|  | Porto Rico      |                 |                 | 1       | Cuba               | 3                  |  |  |                    |                    |
|  | Messico         | 3               |                 | Messico | 0                  |                    |  |  |                    |                    |
|  | Messico         | 3               |                 |         | 0                  |                    |  |  |                    |                    |
|  |                 |                 |                 |         |                    |                    |  |  |                    |                    |
|  |                 |                 |                 |         |                    |                    |  |  |                    |                    |

#### Quarti di finale
| 8 luglio 2010 Centro de Alto Rendimiento, Tijuana Durata: 1h:11 - Spettatori: 300 | Rep. Dominicana | 3 - 0 | Canada  | 25-22, 25-18, 25-15       |
| 8 luglio 2010 Centro de Alto Rendimiento, Tijuana Durata: 1h:53 - Spettatori: 600 | Porto Rico      | 1 - 3 | Messico | 21-25, 26-28, 25-23, 8-25 |

#### Finale 9º posto
| 9 luglio 2010 Centro de Alto Rendimiento, Tijuana Durata: 1h:10 - Spettatori: 100 | Guadalupa | 0 - 3 | Trinidad e Tobago | 21-25, 18-25, 23-25 |

#### Finale 7º posto
| 9 luglio 2010 Centro de Alto Rendimiento, Tijuana Durata: 1h:12 - Spettatori: 100 | El Salvador | 0 - 3 | Costa Rica | 13-25, 12-25, 25-27 |

#### Semifinali
| 9 luglio 2010 Centro de Alto Rendimiento, Tijuana Durata: 1h:34 - Spettatori: 800 | Cuba        | 1 - 3 | Rep. Dominicana | 17-25, 21-25, 25-14, 16-25 |
| 9 luglio 2010 Centro de Alto Rendimiento, Tijuana Durata: 1h:06 - Spettatori: 800 | Stati Uniti | 3 - 0 | Messico         | 25-19, 25-14, 25-14        |

#### Finale 5º posto
| 10 luglio 2010 Centro de Alto Rendimiento, Tijuana Durata: 1h:16 - Spettatori: 500 | Canada | 0 - 3 | Porto Rico | 18-25, 24-26, 19-25 |

#### Finale 3º posto
| 10 luglio 2010 Centro de Alto Rendimiento, Tijuana Durata: 1h:09 - Spettatori: 500 | Cuba | 3 - 0 | Messico | 25-20, 25-19, 25-21 |

#### Finale
| 10 luglio 2010 Centro de Alto Rendimiento, Tijuana Durata: 1h:16 - Spettatori: 1 200 | Rep. Dominicana | 0 - 3 | Stati Uniti | 22-25, 20-25, 20-25 |

## Classifica finale
| Pos     | Squadra           | Rosa |
| ------- | ----------------- | --- |
| Oro     | Stati Uniti       | Formazione: 2 Holthus, 3 Cash, 5 Kreklow, 6 Hampton, 8 McMahon, 9 Reeves, 10 Thomas, 12 Bonilla, 14 Croson, 16 Williams, 17 C. Wopat, 18 S. Wopat, CT: Browning   |
| Argento | Rep. Dominicana   | Formazione: 1 Fersola, 3 Heredia, 5 Castillo, 6 Binet, 7 de la Cruz, 9 Moreno, 10 Ramírez, 11 Peña, 12 Reyes, 14 Constanzo, 15 Arias, 18 Martínez, CT: Pacheco    |
| Bronzo  | Cuba              | Formazione: 2 Gracia, 3 Wilson, 4 Hernández, 5 Robles, 8 Borrell, 10 Lescay, 11 Cardona, 12 Sánchez, 13 Giel, 14 Matienzo, 19 Álvarez, 20 Rodríguez, CT: Robinson |
| 4       | Messico           | Template:Messico femminile under 20 pallavolo nordamericano 2010                                                                                                  |
| 5       | Porto Rico        | Template:Porto Rico femminile under 20 pallavolo nordamericano 2010                                                                                               |
| 6       | Canada            | Template:Canada femminile under 20 pallavolo nordamericano 2010                                                                                                   |
| 7       | Costa Rica        | Template:Costa Rica femminile under 20 pallavolo nordamericano 2010                                                                                               |
| 8       | Saint-Martin      | Template:Saint-Martin femminile under 20 pallavolo nordamericano 2010                                                                                             |
| 8       | El Salvador       | Template:El Salvador femminile under 20 pallavolo nordamericano 2010                                                                                              |
| 9       | Trinidad e Tobago | Template:Trinidad e Tobago femminile under 20 pallavolo nordamericano 2010                                                                                        |
| 10      | Guadalupa         | Template:Guadalupa femminile under 20 pallavolo nordamericano 2010                                                                                                |

|  |  |  | Qualificate al campionato mondiale 2011 |

## Premi individuali
| Premio                 | Nome            | Squadra           |
| ---------------------- | --------------- | ----------------- |
| MVP                    | Jane Croson     | Stati Uniti       |
| Miglior realizzatrice  | Ana Binet       | Rep. Dominicana   |
| Miglior attaccante     | Jane Croson     | Stati Uniti       |
| Miglior Muro           | Haleigh Hampton | Stati Uniti       |
| Miglior servizio       | Marisha Herbert | Trinidad e Tobago |
| Miglior palleggiatrice | Gabriela Reyes  | Rep. Dominicana   |
| Miglior ricevitrice    | Brenda Castillo | Rep. Dominicana   |
| Miglior difesa         | Brenda Castillo | Rep. Dominicana   |
| Miglior libero         | Brenda Castillo | Rep. Dominicana   |